# Shahrdari Gorgan BC
Lo Shahrdari Gorgan Basketball Club è una società di basket con sede nella città di Gorgan, in Iran, la squadra compete nella massima categoria nazionale, la Iranian Basketball Super League.
I colori sociali originari della squadra erano il verde ed il bianco; i colori sono rimasti questi fino a quando il Gorgan ha deciso di apportare un importante cambiamento del logo e dei colori del club nel 2020. Dal classico logo verde e bianco con un simbolo rosso, il club ha adottato uno stemma dall'aspetto più moderno caratterizzato dal nero, dal rosso e dal bianco.

## Storia
Lo Shahrdari Gorgan Basketball Club è stato fondato nel 1969, affermandosi inizialmente solamente a livello locale. Dalla stagione 1989-1990 prese parte alla Division One dove si dimostrò competitiva sfiorando in varie occasioni il titolo; infatti la squadra concluse la prima annata del nuovo campionato nazionale al secondo posto finale, risultato che ripeterà anche nella stagione successiva, prima di arrivare al terzo posto per tre stagioni di seguito (1992-1993, 1993-1994, 1994-1995).
Nel 1998 lo Shahrdari è stato tra i pionieri della Iranian Basketball Super League, l'attuale massima competizione iraniana, raggiungendo nella stagione 1999–2000, la seconda della nuova competizione, al terzo posto finale.

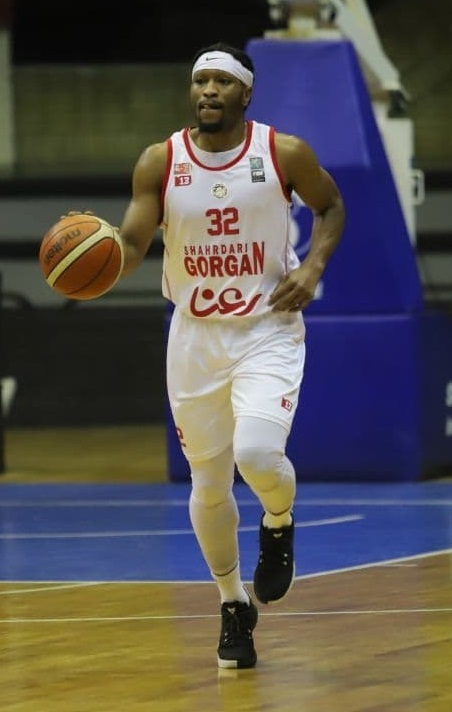
Perry Petty con la divisa del Gorgan nel 2020

Nella stagione 2020-2021 il Gorgan concluse la stagione regolare della Iranian Super League in testa alla classifica con un record di 14 vittorie in altrettante partite e, per la prima volta da quando la squadra prendeva parte alla ISL, riuscì ad arrivare alle finali per il titolo, facendolo da imbattuta; nella serie finale il Gorgan si impose per 3-1 sul Mahram Tehran, vincendo così per la prima volta nella sua storia la massima competizione iraniana. La stagione successiva la squadra arriva nuovamente ai play-off come una delle principali candidate per la vittoria finale, dopo aver concluso in testa la stagione regolare, e dopo aver sconfitto il Mes Rafsanjan ai quarti di finale ed il Chemidor Tehran in semifinale, è riuscito a confermarsi campione d'Iran per il secondo anno sconfiggendo nella serie finale il Zob Ahan Esfahan. Nella stagione 2022-2023 il Gorgan, dopo aver dominato nuovamente la stagione regolare con 20 vittorie ed appena due sconfitte, è arrivato per il terzo anno successivo alle finali nazionali e dopo aver spazzato con un netto 2-0 il Kalleh Mazandaran nella serie al meglio delle tre gare, è stato proclamato campione per il terzo anno consecutivo. 
Nella stagione 2022-2023, in virtù della vittoria nel campionato nazionale, la squadra ha preso parte alla prima edizione della nuova competizione della FIBA West Asia Super League, dove ha concluso con un secondo posto nelle Finali della divisione dell'Asia occidentale.

## Palmarès

### Titoli Nazionali
Iranian Basketball Super League
- Campione (4): 2020-2021, 2021-2022, 2022-2023, 2024-2025
- Secondo posto (4): 1989-1990, 1991-1992, 2017-2018, 2023-2024

## Organico

### Roster 2024-2025
Il roster per la stagione 2024-2025
|    | Naz.                   | Ruolo | Sportivo                   | Anno | Alt. | Peso |  |
| -- | ---------------------- | ----- | -------------------------- | ---- | ---- | ---- |  |
| 0  | Stati Uniti (bandiera) | PG    | Glenn Cosey                | 1991 | 183  | 83   |  |
| 4  | Iran (bandiera)        | C     | Meisam Mirzaei             | 1992 | 208  | 104  |  |
| 9  | Iran (bandiera)        | G     | Khashayar Aliakbarinamaghi | 1999 | 186  | 86   |  |
| 14 | Iran (bandiera)        | AG    | Arsalan Kazemi             | 1990 | 201  | 103  |  |
| 55 | Iran (bandiera)        | PG    | Mobin Sheikhi              | 1996 | 176  | 80   |  |
| 70 | Iran (bandiera)        | AG    | Yasin Kolasangiani         | 1991 | 200  | 99   |  |
|    | Iran (bandiera)        | AP    | Amirhossein Yazarloo       | 2002 | 196  | 85   |  |
|    | Iran (bandiera)        | C     | Jalal Agha                 | 2001 | 202  | 103  |  |
|    | Iran (bandiera)        | AP    | Nosrat Yazarloo            | 2001 | 197  | 90   |  |
|    | Iran (bandiera)        | AP    | Piter Girgurian            | 2002 | 199  | 93   |  |
|    | Iran (bandiera)        | C     | Keyvan Riaei               | 1994 | 209  | 101  |  |

### Staff tecnico
| Ruolo           | Nome                     |
| --------------- | ------------------------ |
| Capo Allenatore | Mostafa Hashemi          |
| Assistente      | Ebrahim Rostami          |
| Assistente      | Mohammad Hadi Eizadpanah |